# Todo cambió (canción de Becky G)
«Todo cambió» es una canción de la cantante mexicano-estadounidense Becky G. Fue lanzada el 3 de marzo de 2017 por Kemosabe Records y RCA Records como el tercer sencillo de su álbum debut de estudio cancelado en español. Gomez lanzó dos remixes: el primero con la boy band CNCO y el segundo con Justin Quiles. La canción fue posteriormente descartada junto con otros dos sencillos del disco, mientras que su álbum debut en español fue lanzado en 2019.

## Antecedentes
Gómez comenzó los rumores de matrimonio con su novio, Sebastian Lletget, después de publicar fotos de ella con un vestido de novia en las redes sociales. Más tarde aclaró que todo era parte del vídeo musical del sencillo. Gómez ha declarado que la canción le llegó mientras su vida estaba "pasando por un hermoso cambio".

## Vídeo musical
El vídeo musical, dirigido por Daniel Durán, fue filmado en Madrid, España. Se subió a la cuenta VEVO de G el 2 de marzo. En agosto de 2023, la imagen tiene más de 101 millones de visitas.
En el video se ve a Gómez paseando perros y choca con un hombre que pasea a los suyos. Terminaron hablando y comenzaron a salir. Más tarde, otro hombre, posiblemente su novio, le propone matrimonio a Gómez y ella acepta. Mientras se prepara para la boda, Gómez empieza a dudar de la relación. Mientras camina por el pasillo, los perros de Gómez ladran y ella se detiene, pensando en el otro hombre que conoció. Después de darse cuenta de que lo ama, Gómez decide correr y perseguir a su verdadero amor.

## Lista de canciones
| Descarga digital |               |          |  |
| N.º              | Título        | Duración |  |
| 1.               | «Todo Cambio» | 3:54     |  |

| Descarga digital |                            |          |  |
| N.º              | Título                     | Duración |  |
| 1.               | «Todo Cambio» (CNCO remix) | 3:53     |  |

| Descarga digital |                                           |          |  |
| N.º              | Título                                    | Duración |  |
| 1.               | «Todo Cambio Remix» (Justin Quiles remix) | 3:15     |  |

## Listas
| Lista (2017)                        | Peak position |
| ----------------------------------- | ------------- |
| Spain (PROMUSICAE) (featuring CNCO) | 94            |
| Estados Unidos (Latin Pop Airplay)  | 31            |
| Estados Unidos (Hot Latin Songs)    | 33            |